# Грац, Густав
Густав Грац (венг. Gusztáv Gratz; 30 марта  1875, Гелница, Венгерское королевство — 21 ноября 1946, Будапешт) — венгерский политический и государственный деятель, министр иностранных дел Венгрии (17 января — 12 апреля 1921), министр экономики (1917), дипломат. Член-корреспондент Венгерской академии наук. Доктор наук.

## Биография
Сын евангелистского пастора. Изучал право в Будапештском университете. Работал в середине 1920-х годов управляющим директором Национальной ассоциации промышленников и банкиров. Член венгерской партии единства. С 1906 года депутат Национального собрания Венгрии. Принимал в 1918 году участие в экономической части мирных переговоров при заключении Брест-Литовского и Бухарестского мирных договоров.
С 1919 года работал послом в Австрии.
В годы Второй Мировой войны был арестован гестапо и находился в концлагере Маутхаузен.
Похоронен на кладбище Фаркашрети.